# Anton von Schmerling
 (octobre 2022).
Si vous disposez d'ouvrages ou d'articles de référence ou si vous connaissez des sites web de qualité traitant du thème abordé ici, merci de compléter l'article en donnant les références utiles à sa vérifiabilité et en les liant à la section « Notes et références ».
Pour les articles homonymes, voir Schmerling.

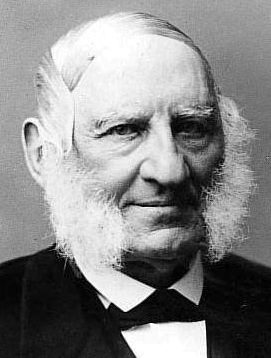
Le chevalier Anton von Schmerling

Le chevalier Anton von Schmerling (né le 23 août 1805 à Vienne; mort le 23 mai 1893 dans cette même ville) est un juriste et homme politique autrichien de tendance libérale. Il parvient à réformer la monarchie absolue des Habsbourg de 1861 à 1865, mais est écarté du pouvoir après la Guerre des duchés et remplacé par Richard Belcredi peu avant la guerre avec la Prusse.

## Famille
Anton von Schmerling est issu d'une famille originaire de Clèves, qui rallie en 1707 l’Autriche, et accéde à la noblesse par élévation à la chevalerie avec le titre de seigneurs von Schmerling. En 1835 il épouse la baronne Pauline von Koudelka (1806 - 1840), peintre de cour, qui lui donne deux filles. Son frère Josef (1806 – 1884), officier d'artillerie dans l'armée impériale, est de 1860 à 1862 délégué du ministère de la guerre et joue un rôle important dans la création et l'organisation de la milice nationale impériale et royale (k.k. Landwehr), toute nouvelle force d'appoint de la monarchie Habsbourg. Son frère Rainer (1810 – 1892) est médecin militaire, médecin personnel de l'archiduc Albert et président du conseil de l'ordre des médecins viennois. Son dernier frère Moriz (1822 - 1882) est comme lui juriste et président du tribunal administratif d'Autriche créé en 1867. Le comte Richard von Bienerth-Schmerling, ministre-président d'Autriche de 1908 à 1911, est son neveu.

## Carrière
Le chancelier Metternich avait institué[Quand ?] son propre système[évasif] au sein de la Confédération germanique, visant à figer l'ordre politique et social, ainsi qu'à réprimer toute revendication nationaliste, libérale ou révolutionnaire. Schmerling se pose toute sa vie en ennemi déclaré de ce conservatisme. Il milite au sein de la Confédération allemande en faveur d'une monarchie constitutionnelle d'inspiration libérale.
Dès le début de la Révolution de Mars 1848, Schmerling se range aux côtés des Révolutionnaires, qui à Vienne se constituent en garde nationale. En mars 1848, une assemblée provisoire forme le Parlement de Francfort, destinée à proclamer une constitution nationale et libérale pour toute l'Allemagne. Schmerling est du nombre des cinq cents députés qui font le voyage jusqu'à Francfort. La même année il est élu par le Parlement de Francfort. Il est ministre de l'Intérieur, et de façon éphémère ministre-président et ministre des Affaires Étrangères. Il s'oppose à l'hégémonie prussienne, mais démissionne en décembre 1848, ne pouvant s'imposer face au pouvoir autrichien.
De 1849 à 1851, Schmerling est ministre de la Justice dans le gouvernement Schwarzenberg. Avec le renforcement du courant néo-absolutiste en Autriche, il remet bientôt[Quand ?] sa démission et jusqu'en 1858 reprend ses activités de président de la Cour suprême.
Mais la libéralisation qui commence à toucher l'Autriche lui procure l'occasion d'une seconde carrière. Dès 1860 il est réélu ministre-président du premier gouvernement dit « libéral » d’Autriche, quoiqu'en 1861 l'archiduc Rainer le démet de cette fonction ; mais de 1861 à 1865 l'empereur François-Joseph le maintient en tant que ministre d'État et Schmerling s'impose dès lors comme l'homme politique le plus influent de l'empire, du moins tant qu'il bénéficie de l'appui des libéraux allemands siégeant au Parlement. Schmerling joue un rôle décisif dans l'adoption de la constitution de février 1861, qui reconnait entre autres l'autonomie des communes en Autriche. Avec la liberté de culte pour les Protestants (1861) et la Déclaration des droits de l'Homme (1862), il pose de nouveaux jalons vers une réforme libérale de la société allemande[pas clair]. En 1861 il reçoit la dignité de citoyen d'honneur d’Innsbruck et en 1862 est fait membre honoraire de l’Académie des sciences autrichienne.
Schmerling est nommé en 1867 à la chambre des pairs (Reichsrat), en devient le vice-président en 1868 et même le président en 1871. En 1873, 1875, 1879 et 1891, il préside la délégation autrichienne pour l'administration paritaire de l'Autriche-Hongrie.

## Portraits
- médaille d'argent et de bronze de 1879 pour le jubilé de ses 50 ans, 67 mm, par l'orfèvre Anton Scharff (1845-1903).
- médaille d'argent (unique) et de bronze (quelques exemplaires) de 1885, commémorant son 80e anniversaire, 175 mm, par Anton Scharff
- médaille d'argent et de bronze de 66 mm (1890), pour ses 25 ans en tant que curateur de l'institution du Theresianums, par Anton Scharff